# Paradrina grancanariae
Paradrina grancanariae là một loài bướm đêm trong họ Noctuidae.